# Catoptometra rubroflava
Catoptometra rubroflava is een haarster uit de familie Zygometridae.
De wetenschappelijke naam van de soort werd in 1908 gepubliceerd door Austin Hobart Clark.